# 東奥信用金庫

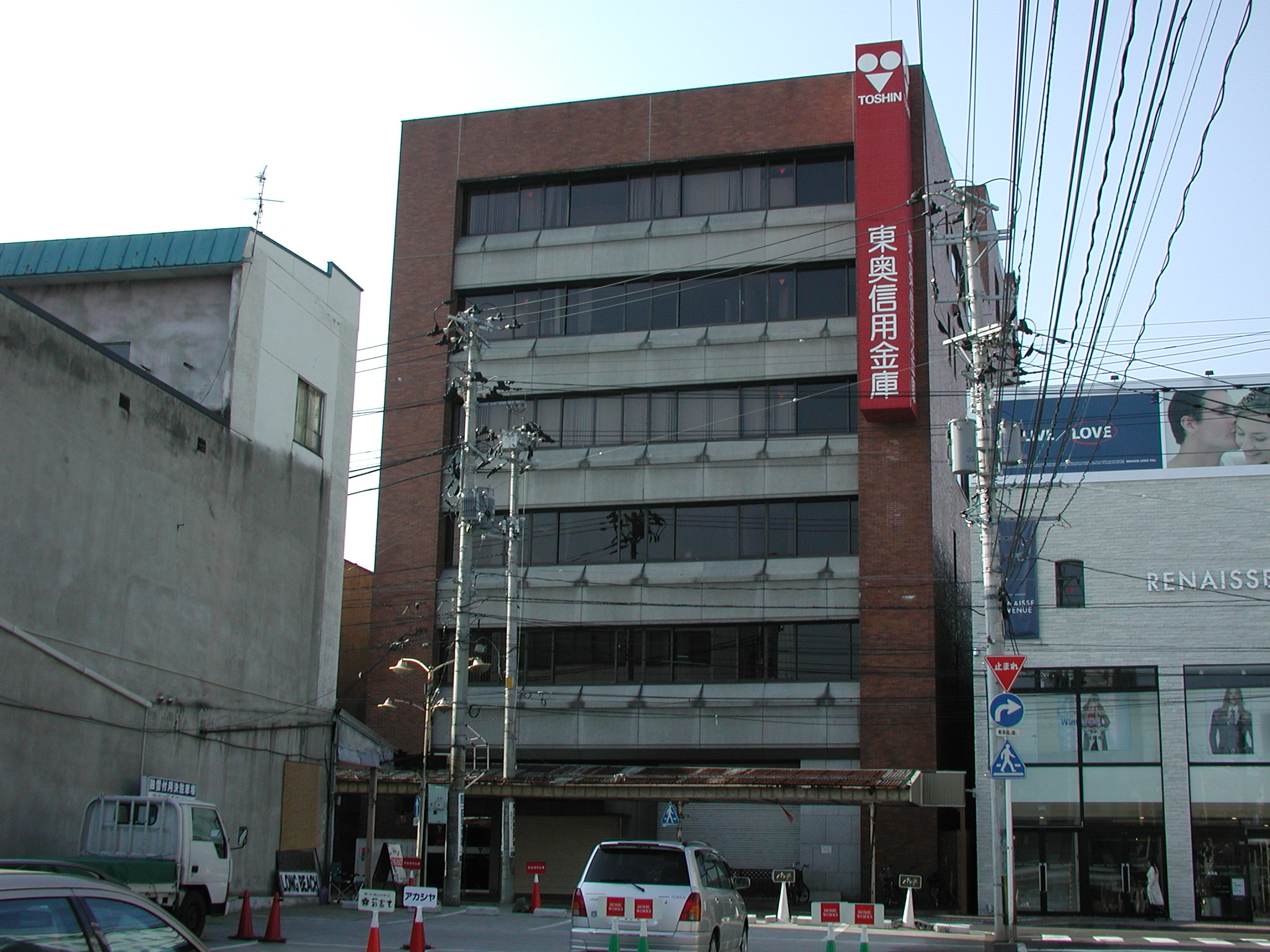
本店土手町側正面入口
（2007年11月撮影）

東奥信用金庫（とうおうしんようきんこ、英語：The Too Shinkin Bank）は、青森県弘前市に本店を置く信用金庫である。略称は「とうしん」。

## 概要
1971年7月に、弘前・黒石の両信用金庫が合併して発足し、弘前市をはじめとする津軽エリアを中心に、黒石市・平川市・五所川原市と南津軽郡の3町村を合わせて全21店にて展開している。
一時、2009年11月ごろをめどに、あおもり・八戸・下北の県内3信用金庫と合併（名称は青い森信用金庫）を目指していたが、2009年4月20日に急遽開かれた臨時総代会において、総代側から合併反対が多数を占めたことにより、1県1信金構想から離脱することを決め、単独での生き残りを目指すことになった。

## 沿革
- 1927年10月 - 有限責任弘前信用組合設立
- 1943年8月 - 弘前信用組合に組織変更
- 1948年10月 - 黒石信用組合設立
- 1951年10月 - 弘前信用組合から弘前信用金庫に組織変更
- 1952年3月 - 黒石信用組合から黒石信用金庫に組織変更
- 1971年7月 - 弘前信用金庫と黒石信用金庫の合併により東奥信用金庫設立

## 事業区域
- 弘前市・黒石市・平川市・五所川原市・青森市・つがる市・中津軽郡・南津軽郡の全域および、北津軽郡のうちの板柳町と鶴田町

## ATMについて
東奥信金のATM（東奥信金以外を幹事金融機関とする共同利用自動機店舗を除く）では、青い森しんきんをはじめとする他の信用金庫のキャッシュカードでも、「しんきんATMゼロネットサービス」により、平日8時45分から18時の入出金と土曜9時から14時の出金に限り手数料は無料となる。また、青森銀行（あすなろNET）のキャッシュカードでも、平日8時から18時の出金に限り手数料は無料となる（逆に、とうしんのカードであおぎんATMにて同時間帯での出金の場合も同様。ただしコンビニATMイーネットでは対象外となり、イーネット提携外金融機関<MICS>扱いとなる）。さらに、ゆうちょ銀行（郵便貯金）のキャッシュカードでも平日に限り入金も可能である（逆にとうしんのキャッシュカードでゆうちょ銀行ATMでの入金も平日に限り利用可能。いずれも出金を含め要手数料）。
セブン銀行、新銀行東京（当金庫では、NTTデータスイッチングサービスに接続しているため、同信金カードでの東京都新宿区西新宿にある新銀行東京本店内設置の同行ATMによる出金、及び、同行カードでの同信金ATMによる出金が可能）ともに提携しているが、このうち新銀行東京については青森県内の信金としては唯一の提携となっている（これまで十和田信用金庫と共に提携に参加していたが、十信が八戸信用金庫（当時）と合併された際に提携を打ち切ったため、県内では東奥信のみの提携となった）。
またセブン銀行に関しては、2007年3月19日に同行及び青森銀行との提携開始により、当金庫営業圏内ではイトーヨーカ堂弘前店及び五所川原店（エルムの街）に同行ATMが設置された。
なお、東奥信金を含む青い森信金ともイオン銀行と提携（要手数料）している。

## totoの払い戻し店
スポーツ振興くじ(toto)当選券の払い戻しは次の店舗でのみ取り扱う。
- 本店
- 大町支店
- 浜の町支店
- 黒石支店
- 五所川原支店
- 平賀支店